# Goodbye (chanson de Mary Hopkin)
Singles de Mary Hopkin
Those Were the Days / Turn Turn Turn
(1968) Temma Harbour / Lontano Dagli Occhi
(1969)

Goodbye est une chanson créditée Lennon/McCartney interprétée par Mary Hopkin et sortie en 1969.

## Historique
Goodbye est écrite et produite par Paul McCartney (mais créditée à Lennon/McCartney). Interprétée par Mary Hopkin, la chanson est sortie en single le 28 mars 1969, couplée à la chanson Sparrrow. La chanson est demeurée dans le palmarès anglais durant quatorze semaines et le 8 avril, elle a même atteint la seconde position de ce classement. Les deux chansons de ce 45 tours seront incluses sur l'album compilation des singles de Hopkins intitulé Those Were the Days publié en 1972 par Apple Records et ensuite rajoutées en bonus à la réédition sur CD de 2010 de l'album Post Card (en), originellement produit par McCartney.
La démo effectuée par son auteur, enregistrée à sa maison, est incluse sur la version super de luxe de la réédition du 50e anniversaire de l'album des Beatles Abbey Road.

## Personnel
Mary Hopkin – chant, chœurs, guitare acoustique

Paul McCartney – basse, intro de guitare acoustique et solo, piano, percussions (claquements de mains sur les cuisses), ukulélé et batterie, chœurs

Richard Hewson – arrangements des cordes, des cuivres et des chœurs

### Démo de Paul McCartney
Paul McCartney –  chant, guitare acoustique